# Frättjärnen (Björna socken, Ångermanland)
Frättjärnen är en sjö i Örnsköldsviks kommun i Ångermanland och ingår i Gideälvens huvudavrinningsområde.